# Bergsøysundbroen
62°59′14″N 007°52′31″Ø / 62.98722°N 7.87528°Ø
Bergsøysundbroen er en flydebro, som krydser Bergsøysundet mellem Aspøya og Bergsøya i Møre og Romsdal fylke i Norge. 
Den blev åbnet i 1992 og er en del af «KRIFAST» – fastlandsforbindelsen til Kristiansund. Broen er i dag en del af riksvei 70 og Europavej E39.
Brooverbygningen består af et stålgitterværk med rørknudepunkter. Selve brobanen består af stålplader. Pontonerne er bygget i letbeton LC55.
Broen er udstyret med konstant overvågning, bl.a. til registrering af lækage i pontonerne, bølgetilstand, tidevand og broens bevægelser. Målingerne overføres direkte til en overvågningscentral.
Bergsøysundbroen  blev i 2002 foreslået fredet i Nasjonal verneplan for veger, bruer og vegrelaterte kulturminner. Riksantikvaren fredede broen 17. april 2008.